# Бібліотеки Карнеґі

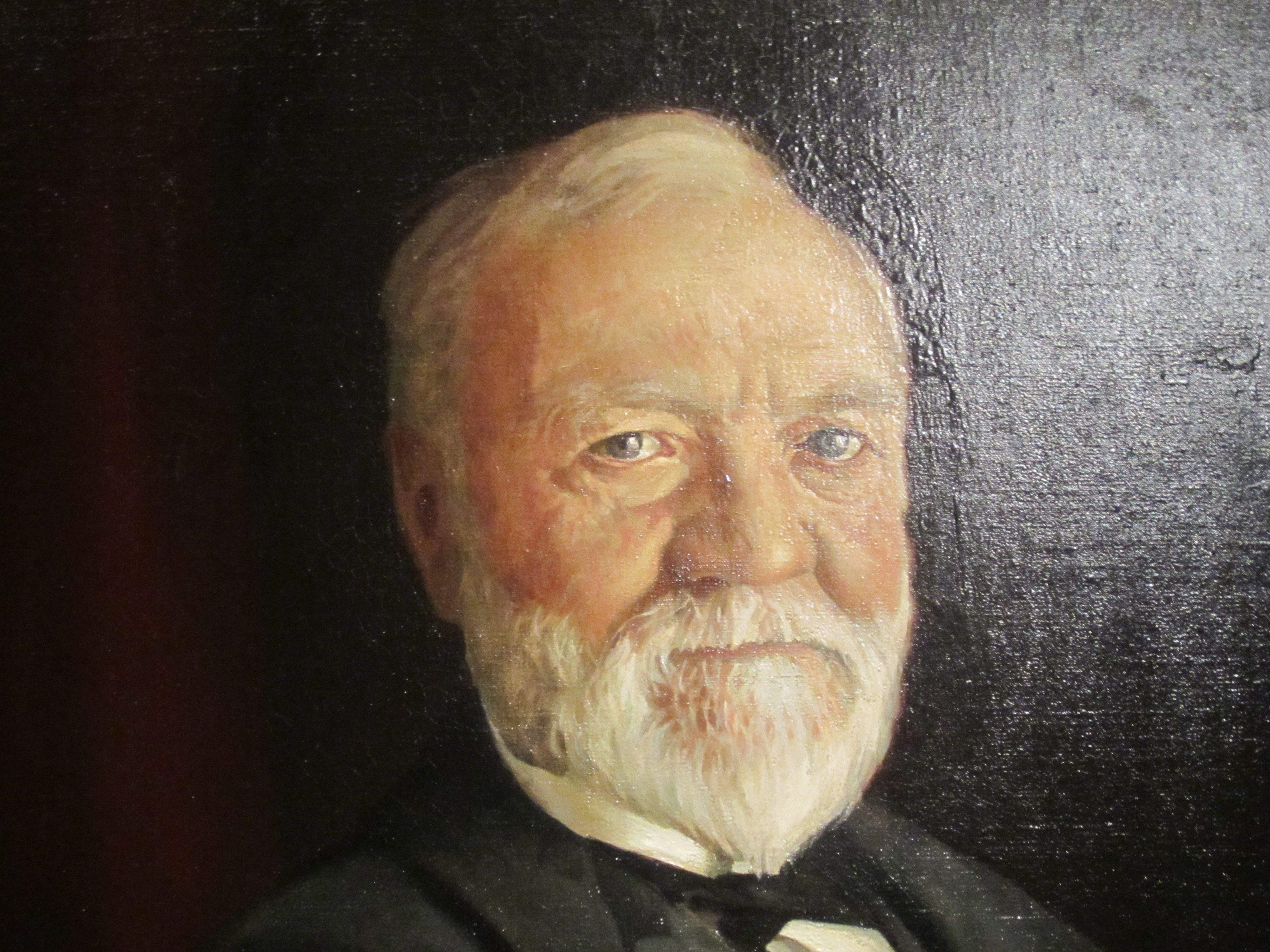
Портрет Ендрю Карнегі в Національній портретній галереї США

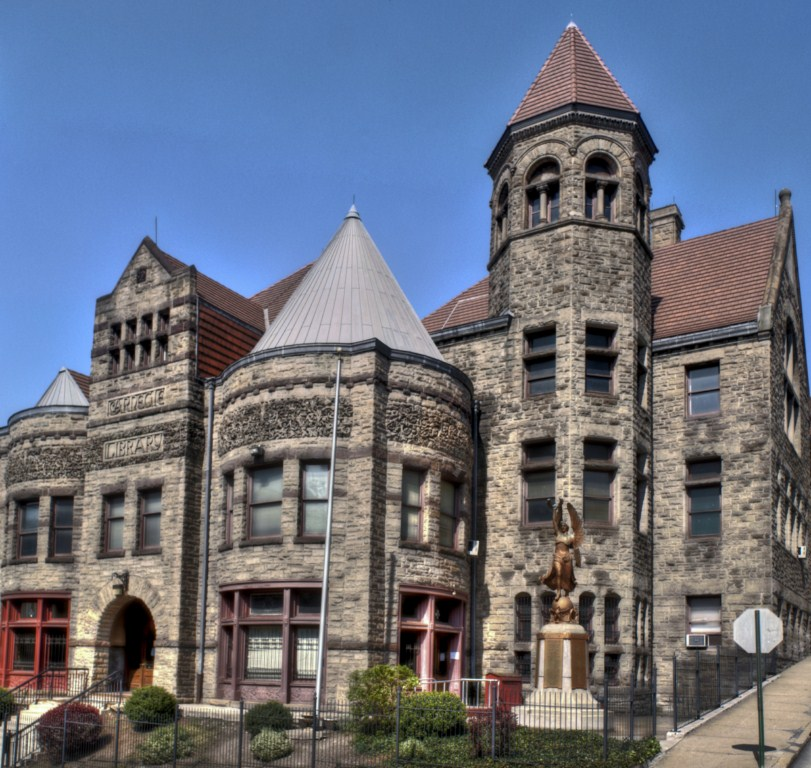
Перша бібліотека Карнегі у США (Браддок, штат Пенсільванія)

Бібліотеки Карнеґі (англ. Carnegie library) — бібліотеки, побудовані на пожертви шотландсько-американського підприємця та філантропа Ендрю Карнеґі (1835—1919).
Всього в період від 1883 до 1929 року побудовано 2509 бібліотек Карнеґі, з яких 1689 у США, 660 у Британії та Ірландії, 125 у Канаді, решта 35 у Австралії, Новій Зеландії, Сербії, Карибах, Маврикії та Фіджі.
На 1919 рік — момент видачі останнього гранту на будівництво бібліотеки — в США було 3500 бібліотек, з яких майже половину побудовано на кошти, виділені за грантами Карнеґі.
1992 року газета Нью-Йорк таймс повідомляла, що в США з 1689 зведених будівель бібліотек Карнеґі все ще існують 1554, і 911 з них використовуються як бібліотеки. 276 із них залишилися в незмінному вигляді, 286 розширено, 175 перероблено. Наприклад, із 39 будівель бібліотек Карнеґі, що входять до системи Нью-Йоркської публічної бібліотеки, 31 будівля все ще діє.
Багато будівель бібліотек Карнеґі включено до Національного реєстру історичних місць США. Перша з побудованих у США бібліотек Карнеґі — бібліотека у Браддоку — 2012 року визнано Національною історичною пам'яткою США.

## Історія
Першу бібліотеку Карнеґі у світі побудовано 1883 року в рідному місті Карнеґі — Данфермліні (Шотландія). Першу бібліотеку Карнеґі в США побудовано 1889 року в місті Браддок (штат Пенсільванія), де розташовувалася одна з копалень компанії Ендрю Карнеґі. Спочатку Карнеґі хотів обмежитися будівництвом бібліотек у кількох обраних ним містах, але від 1890 року кількість бібліотек почала зростати, що пов'язують із зростанням активності жіночих клубів, які з'явилися після Громадянської війни. Ці клуби організували підтримку створення бібліотек, включаючи пожертви та лобіювання підтримки діяльності бібліотек місцевим населенням. Завдяки діяльності жіночих клубів створено близько 85 % бібліотек у країні.
Відповідно до політики расової сегрегації у США, чорношкірим відмовляли в доступі до публічних бібліотек, особливо в південних штатах. Замість наполягання на спільному доступі до бібліотек, Карнеґі заснував окремі бібліотеки для афроамериканців. Наприклад, у місті Х'юстон штату Техас було побудовано Кольорову Бібліотеку Карнеґі (Colored Carnegie Library).